# Rubidium-85
Rubidium-85 of 85Rb is de enige stabiele isotoop van rubidium, een alkalimetaal. De abundantie op Aarde bedraagt 72,17%. Daarnaast komt ook de radioactieve isotoop rubidium-87 voor.  Vanwege het feit dat rubidium maar één stabiele isotoop kent, valt het element onder de mono-isotopische elementen.
Rubidium-85 ontstaat onder meer bij het radioactief verval van krypton-85 en strontium-85.
71Rb · 72Rb · 72mRb · 73Rb · 74Rb · 75Rb · 76Rb · 76mRb · 77Rb · 78Rb · 78mRb · 79Rb · 80Rb · 80mRb · 81Rb · 81mRb · 82Rb · 82mRb · 83Rb · 83mRb · 84Rb · 84mRb · 85Rb · 86Rb · 86mRb · 87Rb · 88Rb · 89Rb · 90Rb · 90mRb · 91Rb · 92Rb · 93Rb · 93mRb · 94Rb · 95Rb · 96Rb · 96mRb · 97Rb · 98Rb · 98mRb · 99Rb · 100Rb · 101Rb · 102Rb · 103Rb